# Vuelo 3032 de Meridian
El Vuelo 3032 de Meridian (MEM3032) era un Antonov An-12BK, operado como Vuelo 3032 de Meridian, que se estrelló cerca de Kavala, Grecia, mientras intentaba realizar un aterrizaje de emergencia en el Aeropuerto Internacional de Kavala. Llevaba 11,5 toneladas (11.500 kg; 25.000 lb) de municiones cuando se estrelló, lo que dificultó la inspección del lugar del accidente. El avión involucrado voló por primera vez en 1971. Fue adquirido por el transportista de carga ucraniano Aviation Company Meridian en enero de 2022 y se volvió a registrar como UR-CIC.

## Tripulación y carga
Los ocho miembros de la tripulación, todos ciudadanos ucranianos, perecieron en el accidente. Según el ministro de defensa serbio, Nebojša Stefanović, la carga del avión era de 11,5 toneladas de armas y municiones de fabricación serbia, incluidos proyectiles de mortero.

## Accidente
El vuelo se originó en Niš, Serbia y se dirigía a Dhaka, Bangladés, con paradas en Jordania, Arabia Saudita e India. Los relatos de testigos oculares y el video mostraron que el avión ya estaba en llamas antes de estrellarse.
Se escucharon explosiones secundarias hasta dos horas después del accidente. Se aconsejó a los residentes dentro de un radio de dos kilómetros (1,2 millas) que cerraran las ventanas y permanecieran en el interior, mientras que los servicios de emergencia, los expertos en explosivos y el personal de la Comisión de Energía Atómica de Grecia no pudieron inspeccionar los restos debido a la incertidumbre sobre la naturaleza y el estado de los restos. carga y residuos. En cambio, se utilizaron drones para examinar los restos.